# 어쩔티비
어쩔티비는 대한민국의 신조어이다. 주로 초등학생, 어린이들이 상대방이 듣기 싫은 말을 했을 때 사용하는 표현으로 정확한 유래는 없지만 대부분 "어쩌라고 티비나 봐"의 줄임말이라 알려졌다. 상대방이 어쩔티비라고 말했을 때 저쩔티비라고 받아치기도 하고, 뒤에 있는 티비를 대신하여 '어쩔전자레인지', "어쩔비스포크냉장고'와 같이 '어쩔니아빠티비'의 '티비'를 다른 전자제품으로 바꾸어 말하기도 한다. 방송에서도 수 차례 언급되며 유명 해졌다. 주로 학생들과 방송인들이 사용한다.